# Cynopotamus amazonum
Cynopotamus amazonum är en fiskart som först beskrevs av Günther, 1868.  Cynopotamus amazonum ingår i släktet Cynopotamus och familjen Characidae. Inga underarter finns listade i Catalogue of Life.